# Oddział PTTK
Oddział PTTK – terenowa jednostka organizacyjna Polskiego Towarzystwa Turystyczno-Krajoznawczego, posiadająca osobowość prawną.
Oddziały PTTK mogą powstawać na terenie powiatów, miast, gmin, dzielnic, w zakładach pracy, w szkołach, w Wojsku Polskim, w uczelniach i innych środowiskach. Na dzień 31 grudnia 2012 działało w Polsce 311 oddziałów, a w ich wewnętrznej strukturze 1.326 kół i 702 klubów, w których zrzeszonych było 61.960 członków.

## Tworzenie
Oddziały tworzy się lub wydziela z oddziału już istniejącego, za zgodą Zarządu Głównego PTTK przy pomocy uchwały podjętej przez zebranie co najmniej 50 członków zwyczajnych PTTK. Oddział obowiązuje Statut PTTK oraz uchwały władz naczelnych towarzystwa. Realizuje on cele i zadania określone w Statucie PTTK przy pomocy środków określonych w tymże dokumencie. Niemniej jednak oddział może przyjąć na zjeździe oddziału własny statut, który nie może być sprzeczny z postanowieniami Statutu PTTK oraz uchwałami władz naczelnych PTTK. Przed przedłożeniem do właściwego sądu rejonowego, statut oddziału wymaga zatwierdzenia przez Zarząd Główny PTTK.
Przynależność oddziału do PTTK ustaje wyłącznie na skutek rozwiązania oddziału, które następuje na podstawie uchwały zjazdu oddziału lub, w przypadku braku możliwości zwołania i odbycia zjazdu, na wniosek Zarządu Głównego PTTK złożony do organu nadzorującego.

## Struktura
Władzami oddziału są:

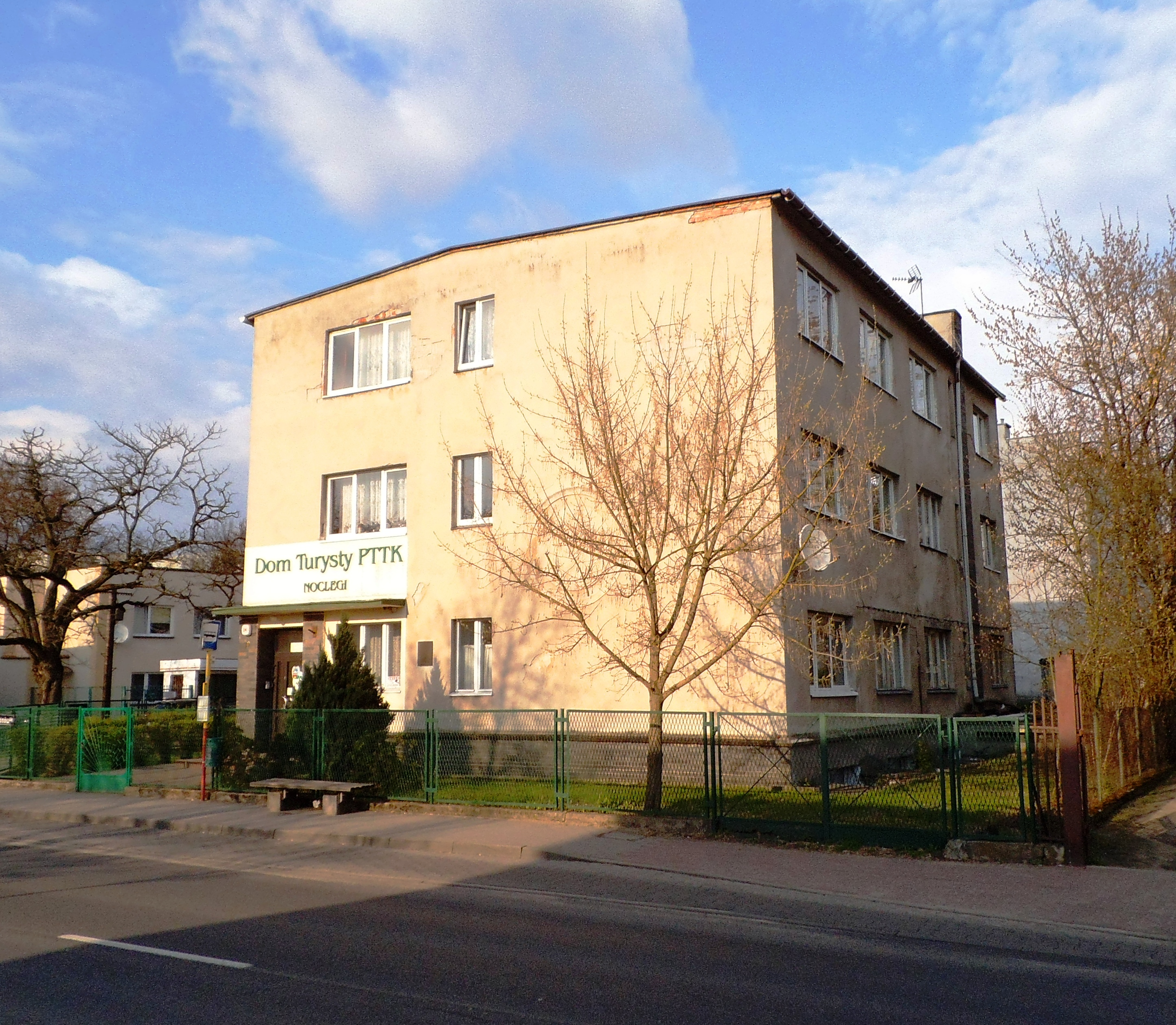
Dom Turysty PTTK w Toruniu

- zarząd oddziału (władza najwyższa, może być zwyczajny lub nadzwyczajny),
- komisja rewizyjna oddziału,
- sąd koleżeński oddziału, o ile zjazd oddziału podejmie uchwałę o jego wyborze.

Kadencja władz oddziału trwa cztery lata i może być skrócona do dwóch lat uchwałą zjazdu oddziału. Jednostkami organizacyjnymi oddziału są koła lub kluby. Oddział może tworzyć komisje, rady i zespoły stosownie do istniejących potrzeb i zainteresowań, powoływać ich składy, uchwalać ich regulaminy.
Ze swej działalności, oddział składa Zarządowi Głównemu sprawozdania roczne i za okres kadencji oraz podlega nadzorowi władz naczelnych towarzystwa w zakresie zgodności działalności z:
- przepisami prawa, Statutu PTTK i Statutu Oddziału,
- uchwałami władz naczelnych towarzystwa oraz władz oddziału,
- zasadami racjonalnego gospodarowania majątkiem własnym i powierzonym oraz dotacjami celowymi przyznanymi przez Zarząd Główny.

Oddział PTTK wraz z innymi oddziałami z terenu tego samego województwa może tworzyć jednostki regionalne z osobowością prawną lub bez osobowości prawnej pod warunkiem zapewnienia im we własnym zakresie środków utrzymania.

## Działalność
Oprócz realizacji celów i zadań statutowych towarzystwa oddział może prowadzić działalność gospodarczą zgodnie z uchwałami zarządu oddziału, w ramach obowiązujących przepisów prawa. Działalność gospodarczą, po uzyskaniu zezwolenia zarządu oddziału i na zasadach przez niego określonych, może prowadzić także koło lub klub. Za działalność gospodarczą jednostek organizacyjnych oddziału odpowiada zarząd oddziału.